# Championnats du monde de snowboard 1997
Les Championnats du monde de snowboard 1997 se tiennent à San Candido, dans le Trentin-Haut-Adige (Italie).

## Résultats

### Hommes
| Épreuves         | Or                           | Argent                     | Bronze                        |
| ---------------- | ---------------------------- | -------------------------- | ----------------------------- |
| Slalom Parallèle | Mike Jacoby, États-Unis      | Elmar Messner, Italie      | Bernd Kroschewski, Allemagne  |
| Slalom           | Bernd Kroschewski, Allemagne | Dieter Moherndl, Allemagne | Anton Pogue, États-Unis       |
| Slalom G         | Thomas Prugger, Italie       | Mike Jacoby, États-Unis    | Ian Price, États-Unis         |
| Cross            | Helmut Pramstaller, Autriche | Klaus Sammer, Autriche     | Jakob Bergstedt, Suède        |
| Halpipe          | Fabien Rohrer, Suisse        | Markus Hurme, Finlande     | Roger Hjelmstadstuen, Norvège |

### Femmes
| Épreuves         | Or                                  | Argent                              | Bronze                              |
| ---------------- | ----------------------------------- | ----------------------------------- | ----------------------------------- |
| Slalom Parallèle | Dagmar Mair Unter der Eggen, Italie | Karine Ruby, France                 | Marie Birkl, Suède                  |
| Slalom           | Heidi Renoth, Allemagne             | Dagmar Mair Unter der Eggen, Italie | Dorothée Fournier, France           |
| Slalom G         | Sondra Van Ert, États-Unis          | Karine Ruby, France                 | Magherita Parini, Italie            |
| Cross            | Karine Ruby, France                 | Manuela Riegler, Autriche           | Maria Kirchgasser-Pichler, Autriche |
| Halfpipe         | Antina Schwaller, Suisse            | Christel Thoresen, Norvège          | Sabine Wehr-Haser, Allemagne        |

## Tableau des médailles
| Rang | Nation     | Or | Argent | Bronze | Total |
| ---- | ---------- | -- | ------ | ------ | ----- |
| 1    | Italie     | 2  | 2      | 1      | 5     |
| 2    | Allemagne  | 2  | 1      | 2      | 5     |
| 2    | États-Unis | 2  | 1      | 2      | 5     |
| 4    | Suisse     | 2  | 0      | 0      | 2     |
| 5    | Autriche   | 1  | 2      | 1      | 5     |
| 5    | France     | 1  | 2      | 1      | 5     |
| 7    | Norvège    | 0  | 1      | 1      | 2     |
| 8    | Finlande   | 0  | 1      | 0      | 1     |
| 9    | Suède      | 0  | 0      | 2      | 2     |